# 22年テーゼ
22年テーゼ（22ねんテーゼ）は、1922年にコミンテルンで示された『日本共産党綱領草案』の通称。

## 概要
1919年に創立されたコミンテルンは、1922年1月にモスクワで極東民族大会を開催した。この大会には日本代表として徳田球一らが参加し、スターリンから共産党組織を結成するよう指示を受けた。
徳田の帰国後、山川均、堺利彦、野坂参三、佐野学らによる代表者会議が行われ、コミンテルンの方針を承認し、日本共産党が結成された。1922年11月の第4回コミンテルン大会で、日本共産党がコミンテルン日本支部と認められ、コミンテルンの理論家ブハーリンが起草した「日本共産党綱領草案」（22年テーゼ）が示された。
内容は君主制の廃止、軍隊の廃止、労働者の武装権、朝鮮・中国からの撤退、土地公有化などであった。
この草案は日本で議論され（石神井会議、1923年）、理論的には異論がなかったが、「君主制の廃止」の項目は日本では弾圧を招くだけだと反対があり、審議未了となった。間もなく、1923年6月に共産党の検挙が行われ、折からの関東大震災後は解党論が主張されたため、22年テーゼは草稿のまま終った。

## 異論
上記が通説であるが、「君主制の廃止」は記載に無く、正しくは「完全に民主的な政府の要求」であったとの指摘が存在する